# Ukochana
Ukochana (hindi Saathiya / साथिया) – bollywoodzki dramat filmowy, który miał premierę 20 grudnia 2002 roku. W rolach głównych występują Rani Mukerji, Vivek Oberoi i Tanuja. Film jest debiutem reżyserskim Shaada Alego, ścieżkę dźwiękową skomponował A.R. Rahman. Saathiya jest remakiem tamilskiego filmu Alaipayuthey, z 2000 roku.

## Fabuła
Aditya (Vivek Oberoi) jest młodym mieszkańcem Mumbaju, który właśnie zaczął prowadzić komputerowe przedsiębiorstwo. Pewnego dnia, w porannym pociągu, spotyka Suhani Sharmę (Rani Mukerji). Z miejsca zakochuje się w niej, ona jednak początkowo go odtrąca. Wkrótce jednak Aditya udowadnia Suhani, że są dla siebie stworzeni. Młodzi planują duży ślub, jednak ich rodziny spotykają się i rozpoczyna się walka. Para musi uciec. Zakochani biorą ślub, wprowadzają się do zniszczonego mieszkania i zaczynają początkowo udane życie małżeńskie.
Większość filmów bollywoodzkich skończyłaby się tutaj. Ukochana jednakże towarzyszy parze w trudnościach małżeństwa. Aditya jest ciągle zajęty, Suhani czuje się zaniedbana. Często kłócą się o pieniądze. Wtedy Suhani znika. Aditya myśli, że żona go opuściła i idzie do domu jej rodziców. Ale jej tam nie ma. Szalone poszukiwanie ukochanej ma swój koniec w szpitalu. Suhani została potrącona w wypadku. Jest w śpiączce. Aditya siada na krawędzi łóżka i rozmyśla nad ich wspólnym życiem. Nagle rozumie, jak bardzo kocha żonę i jest gotowy na wszystko, aby ratować małżeństwo. Błaga nieświadomą żonę, by obudziła się i wróciła do niego.

## Obsada
- Rani Mukerji – Suhani Sharma
- Vivek Oberoi – Aditya Sehgal
- Tanuja – Shobhana Sharma
- Satish Shah – Om Sehgal
- Sharat Saxena – Chandraprakash Sharma
- Swaroop Sampat – Shanti
- Sandhya Mridul – Dina Sharma
- Veerendra Saxena – Wujek Jeevana
- Ujjwal Rana – Raghu
- Anju Mahendru – Prema
- Tinu Anand – Daruwala, właściciel domu
- Shehnaz Anand – Radha
- Chandrashekhar Gautam – Zafar
- Karl Katgara – Homi
- Kunal Kumar – Bhaskar
- Pubali Sanyal – Anju
- Samantha Tremayne – Meera
- Trishla Patel – Nancy
- Shah Rukh Khan – Yeshwant Rao (rola epizodyczna)
- Tabu – Savitri Rao (rola epizodyczna)
- Shamita Shetty – w piosence „Chori Pe Chori”